# 外星人 (酷玩乐队歌曲)
《外星人》（英語：Aliens，风格化为A L I E N S）是英国摇滚组合酷玩乐队的单曲。歌曲由酷玩乐队的四位成员以及布萊恩·伊諾共同创作，马库斯·德拉夫斯和里克·辛普森制作而成。《外星人》于2017年7月6日发行，是乐队第13张迷你专辑《万花筒EP》（Kaleidoscope EP）（2017年）的第三张宣传单曲。

## 背景
《外星人》于2017年7月6日作为慈善单曲发行。这首歌的所有收入将捐给国际非政府组织海上移民援助站，该站致力于在地中海救助海上遇险的移民和难民。7月21日，马库斯·德拉夫斯制作了《外星人》的混音版本并作为单曲发行。

## 评价
《Spin》杂志的杰里米·戈登（Jeremy Gordon）写道：“歌曲打击乐和旋涡般的电子乐开头，完全不同于他们那次令人遗憾的在与烟鬼组合合作的道路上使用的EDM部分；在马丁孜孜不倦的歌声间弥漫着诡异的音调，听起来像是《X档案》中的背景音乐。这首歌一直在运动，因为所有的元素都在一个方向上跳动并嗡嗡作响。这很混乱，但不会分散注意力。马丁的歌词是针对难民危机而写，但它的歌词很难让人感到伤感，这对乐队来说并不是一个陌生的领域。”《滚石》杂志的奥尔西娅·雷格斯比（Althea Legaspi）写道：“这首歌跳动的节奏模仿了在一个荒凉世界里寻找安全感时可能的心跳。”Fuse频道的比安卡·格雷西（Bianca Gracie）称《外星人》为“闪电战”及“太空时代”。《Joe》网站的达拉格·贝里（Darragh Berry）写道，这首歌有“独特的酷玩乐队式声音”，并称歌词“深邃”且“有意义”。

## 音乐视频
《外星人》的动画歌词视频由黛安·玛特尔和本·琼斯执导。它描述了一个家庭逃离地面爆炸和天空中的不明生物的过程，最后他们逃离了整个星球。

## 曲目列表
| 数字下载 | 数字下载 | 数字下载 |
| 曲序     | 曲目     | 时长     |
| -------- | -------- | -------- |
| 1.       | Aliens   | 4:42     |

| 数字下载 – 混音版 | 数字下载 – 混音版            | 数字下载 – 混音版 |
| 曲序              | 曲目                         | 时长              |
| ----------------- | ---------------------------- | ----------------- |
| 1.                | Aliens（Markus Dravs remix） | 7:05              |

## 制作人员
注名来自于Tidal。
- 蓋·貝瑞曼 – 作曲，键盘，低音吉他
- 威爾·查恩 – 作曲，键盘，鼓，编程
- 強尼·邦藍 – 作曲，电吉他
- 克里斯·馬汀 – 作曲，人声，键盘，原声吉他
- 布萊恩·伊諾 – 作曲，制作，背景人声，吉他
- 马库斯·德拉夫斯 – 制作
- 里克·辛普森（英语：Rik Simpson） – 制作，背景人声，混音
- 克里斯·奥古德（Chris Allgood） – 主编程
- 艾米丽·拉扎（英语：Emily Lazar） – 主编程
- 丹尼尔·格林（Daniel Green） – 联合制作，编程，键盘
- 安东尼·德·索扎（Anthony De Souza） – 编程
- 约翰·梅特卡夫（英语：John Metcalfe (composer)） – 编程，弦乐，中提琴，小提琴，录制
- 比尔·拉赫科（Bill Rahko） – 编程
- 劳伦斯·安斯洛（Laurence Anslow） – 助理
- 亚历克斯·冯·科夫（Aleks Von Korff） – 助理
- 汤姆·贝利（英语：Tom Bailey (musician)） – 助理
- 欧文·布彻（Owen Butcher） – 助理
- 安德鲁·拉格（Andrew Rugg） – 助理编程
- 罗宾·拜顿（Robin Baynton） – 助理编程
- 戴维·罗西（英语：Davide Rossi） – 大提琴

## 榜单
| 榜单（2017年）                   | 最高排名 |
| -------------------------------- | -------- |
| 法国（法國唱片出版業公會）       | 87       |
| 美国（《公告牌》热门摇滚歌曲榜） | 17       |